# Costi
Costi – wieś w Rumunii, w okręgu Gałacz, w gminie Vânători. W 2011 roku liczyła 935 mieszkańców.